# Atlantisme

En bleu : les pays de l'OTAN

Cet article possède un paronyme, voir Attentisme.
L'atlantisme est le courant politique conceptualisé au début de la guerre froide qui prône une alliance militaire centrée sur les États adjacents à l'océan Atlantique Nord et, par extension, entre l'Europe et l'Amérique du Nord (en particulier les États-Unis et le Canada). Cette alliance concerne surtout la sensibilité proaméricaine, en faveur des États-Unis (sens le plus courant et concret de l'idée d'atlantisme), idée avec laquelle elle tend à se confondre, notamment du point de vue des relations internationales, car elle y implique une subordination ou du moins un alignement diplomatique, géopolitique et stratégique beaucoup plus étroit, aussi le Canada, et s'accompagne d'une coopération dans les domaines politiques, économiques et culturels. La Charte de l'Atlantique, signée en 1941 entre le Royaume-Uni et les États-Unis, est un précurseur de cette logique.
Ce courant politique donne pour objectifs à cette alliance d'assurer la sécurité des pays membres et de protéger les valeurs qui, selon lui, les unissent : « la démocratie, les libertés individuelles, et l'État de droit (rule of law) »,. Il est fortement lié au libéralisme, surtout politique et économique, et plus précisément de type américain, impliquant l'adhésion des autres pays qui le suivent à ce type précis d'optique libérale, et non pas au libéralisme européen classique, britannique ou français, par exemple.
L'Organisation du traité de l'Atlantique nord (OTAN), centrée sur une coopération entre l'Europe et l'Amérique du Nord qui s'aligne sur la politique de celle-ci et d'abord des États-Unis, est l'une des expressions essentielles de l'atlantisme.
L'atlantisme est une forme d'internationalisme libéral visant à protéger la démocratie libérale ; il est le plus souvent soutenu par les libéraux classiques et par une fraction de la droite politique (entre autres) et implique souvent une affinité pour la culture politique ou sociale américaine, ou une affinité pour l'Amérique du Nord, ainsi que les liens historiques entre les deux continents. L'atlantisme n'adhère ni ne s'oppose particulièrement au pacifisme. De façon réciproque, l'atlantisme s'oppose à des mouvements divers tels que nationalistes, souverainistes et communistes.

## Quelques perceptions de l'atlantisme
Depuis le début du XXIe siècle, l'atlantisme est souvent dénoncé, principalement dans certains pays d'Europe, comme une défense du libéralisme économique et un soutien à la politique étrangère des États-Unis.
De ce fait, le mot a pris une connotation péjorative (ou méliorative selon les opinions) très forte, particulièrement dans les milieux de gauche et altermondialistes.
En Europe, certains pays, comme le Royaume-Uni, la Pologne ou les pays baltes font preuve d'un préjugé favorable envers les États-Unis qui correspond à l'idée d'atlantisme. La Pologne et les pays baltes, ayant subi l'occupation soviétique, souhaitent s'appuyer sur les États-Unis. D'autres pays, comme la France ou l'Allemagne, semblent plus ou moins favorables à l'atlantisme selon les majorités parlementaires au pouvoir. La situation est identique en Italie et en Espagne, pays qui ont mené une politique étrangère très atlantiste sous les gouvernements de droite de Silvio Berlusconi et de José María Aznar.

## Atlantisme et continentalisme
L'atlantisme s'oppose au continentalisme. Le continentalisme est le courant politique qui prône une alliance militaire centrée sur le continent européen. Cette opposition entre atlantisme et continentalisme recoupe les oppositions classiques en géopolitique entre terre et mer, puissances maritimes (thalassocratiques) et puissances continentales.  À titre d'exemple, le Royaume-Uni fut par le passé la puissance maritime par excellence et la France la puissance continentale par excellence.
L'atlantisme s'oppose également à l'eurasisme et à la volonté de rapprochement entre Europe occidentale au sens large et Russie.

## Oppositions à l'atlantisme
L'idéologie atlantiste est souvent critiquée à la fois d'un point de vue stratégique et d'un point de vue des valeurs, ce qui se recoupe.
D'un point de vue axé sur les valeurs, il est critiqué que les valeurs officiellement propagées par les États-Unis, telles que la liberté et la démocratie, ne se reflètent guère dans la politique étrangère des États-Unis et que ces mots ne soient utilisés qu'à des fins de propagande pour générer l'approbation du public pour la politique étrangère des États-Unis. Des études de l'historien Dov Levin ont révélé, par exemple, que les États-Unis ont truqué les élections démocratiques d'autres pays plus de 80 fois entre 1946 et 2000, y compris dans des pays européens comme l'Italie et la Grèce,,.
D'un point de vue stratégique, de plus, des critiques ont été formulées sur l'inégalité des relations entre l'Europe et les États-Unis, car les États-Unis mènent en fait leur politique étrangère sans se soucier des intérêts européens, mais en revendiquant l'inverse.